# Dominique Le Mèner
 (décembre 2022).
Si vous disposez d'ouvrages ou d'articles de référence ou si vous connaissez des sites web de qualité traitant du thème abordé ici, merci de compléter l'article en donnant les références utiles à sa vérifiabilité et en les liant à la section « Notes et références ».
Dominique Le Mèner, né le 12 novembre 1958 au Mans (Sarthe), est un homme politique français. Il est député de l'Union pour un mouvement populaire puis des Républicains de 2002 à 2017.

## Biographie

### Débuts en politique et premiers mandats locaux
Après des études en droit à l'Université du Maine et celle de Nantes, Dominique Le Mèner entame une carrière de juriste avant de devenir collaborateur parlementaire au Sénat (Jacques Chaumont, sénateur RPR de la Sarthe).
Conseiller municipal du Mans, il est élu, en mars 1992, conseiller général du canton Le Mans-Est-Campagne et conseiller régional des Pays de la Loire présidé par Olivier Guichard. Il exerce les fonctions de vice-président dans les deux assemblées et de président chargé des affaires économiques au sein de ces commissions régionales et départementales. Il est réélu au Conseil général et au Conseil départemental en 1998.

### Parlementaire, puis président du conseil départemental de la Sarthe
Suppléant de Jacques Chaumont, sénateur de la Sarthe, de 1995 à 2002, il est élu député le 16 juin 2002, pour la XIIe législature (2002-2007), dans la 5e circonscription de la Sarthe. Il fait partie du groupe UMP.
Il est réélu en juin 2007 avec 55,11 % des voix au second tour (49,61 % des voix au premier tour). Il est à nouveau réélu lors des élections législatives de 2012, dans la cinquième circonscription de la Sarthe avec 50,16 % des voix et reste le seul député de l’ancienne majorité.
Élu du canton de Montmirail, il devient 1er vice-président du conseil général en 2011. Après la réforme territoriale, il est élu conseiller départemental du nouveau canton de Saint-Calais (qui regroupe les 4 anciens cantons de Montmirail, Vibraye, Bouloire et Saint-Calais) et est élu président du conseil départemental de la Sarthe en 2015.
Secrétaire départemental du RPR de 1987 à 2001 puis Président de la fédération UMP de la Sarthe entre février 2013 et septembre 2015, il soutient François Fillon pour la primaire présidentielle des Républicains de 2016.

### Anciens Mandats
- 19/06/2002 - 20/06/2017 : député de la 5e circonscription de la Sarthe
- 09/03/2008 - 29/03/2015 : vice-président du Conseil général de la Sarthe (élu dans le canton de Montmirail) - 1er Vice-président depuis 2011
- 16/03/2008 - 23/03/2014 : conseiller municipal de Montmirail (Sarthe)
- 23/03/1998 - 28/03/2004 : vice-président du Conseil général de la Sarthe (réélu dans le canton Le Mans Est Campagne).
- 30/03/1992 - 22/03/1998 : vice-président du Conseil général de la Sarthe (élu dans le canton Le Mans Est Campagne).
- 16/03/1998 - 15/07/2002 : vice-président du Conseil régional de Pays de la Loire.
- 23/03/1992 - 15/03/1998 : vice-président du Conseil régional de Pays de la Loire
- 19/06/1995 - 18/03/2001 : membre du conseil municipal du Mans (Sarthe).
- 20/03/1989 - 18/06/1995 : membre du Conseil municipal du Mans (Sarthe).

## Décorations
- Chevalier de la Légion d'honneur le 11 juillet 2025[3].